# Licaria dolichantha
Licaria dolichantha là loài thực vật có hoa trong họ Nguyệt quế. Loài này được H.W.Kurz mô tả khoa học đầu tiên năm 2000.